# 春日八郎
春日 八郎（かすが はちろう、本名：渡部 実 （わたべ みのる）、1924年〈大正13年〉10月9日 - 1991年〈平成3年〉10月22日）は、福島県河沼郡会津坂下町塔寺出身の演歌歌手。代表曲は「赤いランプの終列車」「お富さん」「別れの一本杉」。

## 人物

### 歌手となる
父・鬼佐久は農業を母・キヨに任せて蕎麦打ちの行商をやり、キヨは小学校で週2、3度裁縫を教え、夜は賃仕事の仕立物に精出して家計を助けていた。父は尺八を、母は三味線を嗜んでいた。父は蕎麦打ちの名人で、母は当地の花嫁衣装を一手に引き受けるほどの和裁の名手でもあった。春日には妹二人のほかに「ほとんど記憶にない」異母兄姉6人、異父兄姉が4人いた。
1930年に八幡村立八幡尋常小学校へ入学するが、この時期は「歌のうの字も知らない」状態で、人からうまいといってほめてもらった記憶もなかった。この頃、村に時折来る旅芸人の少年たちに憧れ、太神楽の一座に入ることを夢見るが、母の反対にあって断念。尋常小学校時代は機械作りの好きな理系少年で、当時の友人によると「大変な腕白」であった。
1937年に旧制福島県立会津中学校に入学し、片道1時間かけての汽車通学中にエクボの目立つ少年として女学生たちの注目の的となる。父が狭心症の悪化により死去。残った父の思い出は叱責された記憶ばかりであった。1939年3月に稼ぎ手が一人となった家計の負担を減らすため、旧制会津中学を中退し、母の心づくしの10円札2枚を手に上京した。
6月に友人宅に向かう途中、浅草六区を初めて通り、常磐座でクラシックの正統派・藤山一郎のステージを見て衝撃を受け、音楽で身を立てようと決める。多くの人を集め、魅了する存在になることが「今の貧しさから抜け出す近道だ」と考えた。東洋音楽学校の試験に合格し、兄夫婦の反対を押し切って器楽科に入学。器楽科を選択したのは音楽教師になれば生活が安定すると考えたためだが、ほどなくして声楽科に移る。学徒徴用令により、三鷹の中島航空機製作所通いとなる。流行歌の歌い方を身につけるべく、東京声専音楽学校に転校。転入に際して受けた試験では「いい声してますね」と褒められ、ムーラン・ルージュ新宿座で初舞台を踏むが、洋楽は敵性音楽として禁じられ、歌えるのは軍歌ばかりという状況が続く。
秋ごろに召集令状が届き、卒業後は会津若松陸軍第29連隊に入隊。半年の訓練の後に広島に移動し、宇品港からフィリピンに向かう途中で座礁。台湾で足止めとなり、その地で敗戦を迎える。
1945年11月に復員すると、終戦後の1946年春に一旦帰郷して会津の運送会社に当座の職を得るが、10月半ばに「何をするにも、やっぱり東京だ」との思いに駆り立てられて再上京。その後はムーラン・ルージュ新宿座に戻り、渡部勇助の名で本格的に歌手活動を開始。1947年7月にキングレコードの第1回歌謡コンクールに応募し、細川潤一作曲の『涙の責任』を歌う。2000人を越す応募者の中から男性としては2人のみの合格者に入り、準専属歌手となる。「澄んだ美しい高音」に注目したキング専属の作曲家である細川が指導を買って出て、レッスン室に通う日々が続く。歌川俊の名で準専属歌手となり、これを機にムーラン・ルージュを退団。準専属歌手は無給待遇で、衣食にも不自由な暮らしが続く。少しでも早く稼ぐため、当時大流行のジャズを学ぼうと横浜に行く。元ジャズシンガーの米軍将校夫人に渡りをつけ、下働き兼生徒とはなったものの、ジャズは「肌に合わない」と悟る結果に終わる。
当座の勉学資金を稼ぐため、進駐軍のPX商品を歌謡関係者に売る闇商売に手を染める。重なる失意の中で秋に一旦帰郷はするが、暮れに再び上京、新宿「聚楽（じゅらく）」の舞台に立つ。1949年春に高橋掬太郎作詞、上原げんと作曲の『燕来る頃』で初のテスト吹き込みをするが、新譜会議で不採用になる。オーディション合格組の男性がワンコーラスずつ歌う上原作曲の『ラッキーボーイ』もまたお蔵入りとなり、赤貧の日々はさらに続く。お蔵入りの理由としては、会津訛りが強くて低音が不十分、江口夜詩には「声がどうも華奢」と評された。他の専門家にも「唱歌みたい」「声に艶がない」と貶された。作詞家の矢野亮いわく、当時のキングでは岡晴夫・小畑実・林伊佐緒らのベテラン勢に加え、津村謙・若原一郎と高音の美声が魅力の有望な若手も活躍中で、新人の春日にまでは手がまわらなかった。
また、この年の夏にはキングに内紛があり、師の細川が人員整理の対象となった。それに加えて、戦後の復興途上でレコード界は物資が不足し、レコード屋の多くも戦災から立ち直っていなかった。春日はその後、藤山一郎のレコードを買い込んで日本語の発音を猛特訓したほか、雨の日も風の日も多摩川の河原で発声練習をした。改めて専属となり、毎日舞台に出るようになった「聚楽」で、ピンチヒッターとしてたまたま出演した江口の門下生である桧坂恵子と知り合い、意気投合。細川の一身上の都合からレッスンを継続できなくなり、やがて恋仲となった恵子と細川の仲介により、江口に師事。江口の家に毎日のように通い、掃除をしたり肩を揉んだりしながら、曲を作ってもらえるよう願い続けた。家出を決行した恵子と、鍋一つない下宿で事実上の結婚生活をスタート。この頃、先輩歌手・三門順子の前座歌手となり、鞄持ち、写譜、時にはアレンジ係を兼ねての地方公演生活が続くが、心無い野次を飛ばされて一曲も歌えないことも少なくはなかった。

### 演歌歌手の第一人者

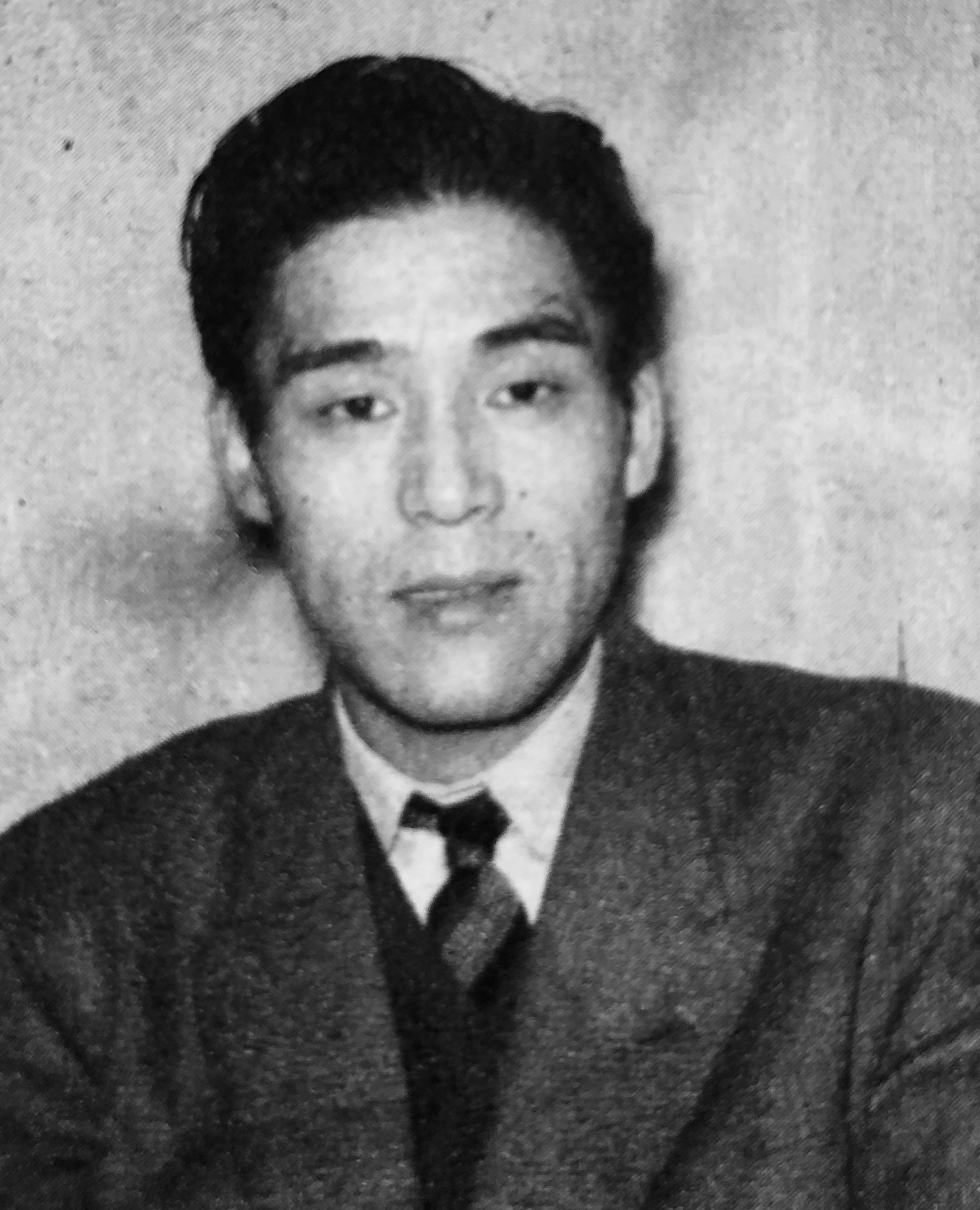
1955年

1952年春に恵子の妊娠が判明し、家族のために歌の道をあきらめて新聞社に就職しようとするが、履歴書を見た恵子に「歌をやめたあなたなんて、魅力もなにもないわ」と猛反対されて撤回。8月に恵子の熱意と本人の努力に心を打たれた師、江口が、春日のために新曲『赤いランプの終列車』を作曲した。
自宅でテープに吹き込み、キングレコードに改めて春日を推薦する。闇屋の経歴、過去の女性関係が問題視されるなど、紆余曲折を経てなんとかレコード化、11月に発売。江口曰く、「キングレコードはこの曲を序列では10枚の一番最後としていた位であまり高く取ってはいなかった」。当時の春日の声、唱法は岡と相当に似ていたらしく、改名するにあたっての名付親は作詞家の藤間哲郎であった。たまたま岡宅に祀られている春日大明神の神棚を目にしたことから、「岡さん以上の歌手になれという意味を含めて」春日とし、末広がりの八の字を「運が開くよう」にと名に入れた。1953年に『赤いランプの終列車』が名古屋から売れ出し、やがて全国的な50万枚の大ヒットになる。三門の前座歌手を卒業し、秋からは当時大人気の先輩歌手であった岡の前座を務めるようになり、生活のメドがようやく立つ。この年の吹き込みは中ヒットとなった『街の燈台』『雨降る街角』を含む12曲で、青木光一・三浦洸一と並ぶ歌謡界の若手三羽烏として注目を集めはじめる。名古屋からヒットしたのは大須のレコード屋の主人が、気に入って宣伝し出したのがきっかけである。
1954年8月には移籍した岡の代打で歌舞伎狂言『与話情浮名横櫛』に登場する、お富さんと切られの与三郎の掛け合いを歌にした『お富さん』を吹き込む。発売3か月で30万枚、最終的には125万枚を売り上げる空前の大ヒットとなる。同年末の第5回NHK紅白歌合戦に初出場を果たした。
この頃春日はラジオ番組で「お富さんなんかきらいだ、吹き込みたくなかった」という意味の失言をしてしまい社内に物議を醸し、四方に陳謝して事なきを得る。年が明けて1955年も続く『お富さん』ブームの中、「俺とは本来は違うもの」を歌っているという思いは消えず、周囲の「一曲が大ヒットし過ぎるとあとが続かない」「『お富さん』の消えるときが春日八郎の消えるとき」等々の声にも悩まされる日が続く。11月に『別れの一本杉』を発売。望郷演歌の嚆矢ともいえるこの歌は、1年半ぶりに60万枚の大ヒット、作曲家・船村徹の出世作となった。
それまでの流行歌とは質の異なる望郷歌謡をたて続けにヒットさせ、流行歌の衰退期において「演歌」という新天地を築いた。春日も歌手としての揺るぎない地位を確立し、『別れの一本杉』は生涯の代表曲の一つとなる。この年には「平凡」の人気投票男性歌手部門に初登場し、2位以下（小畑・田端義夫・津村・岡・藤山）に大差を付けて第1位を獲得。『別れの一本杉』はキング社内の廊下で船村に呼び止められ、ギター伴奏で聞いた3曲のうちの1曲で、即座に歌唱を希望した。この年は多忙な生活からくるストレスの発散と健康維持のためと、歌謡界での馬主のはしりであった岡の影響から馬主になる。1967年には、個人事務所として春日プロモーション（現：春日プロ）を創立した。

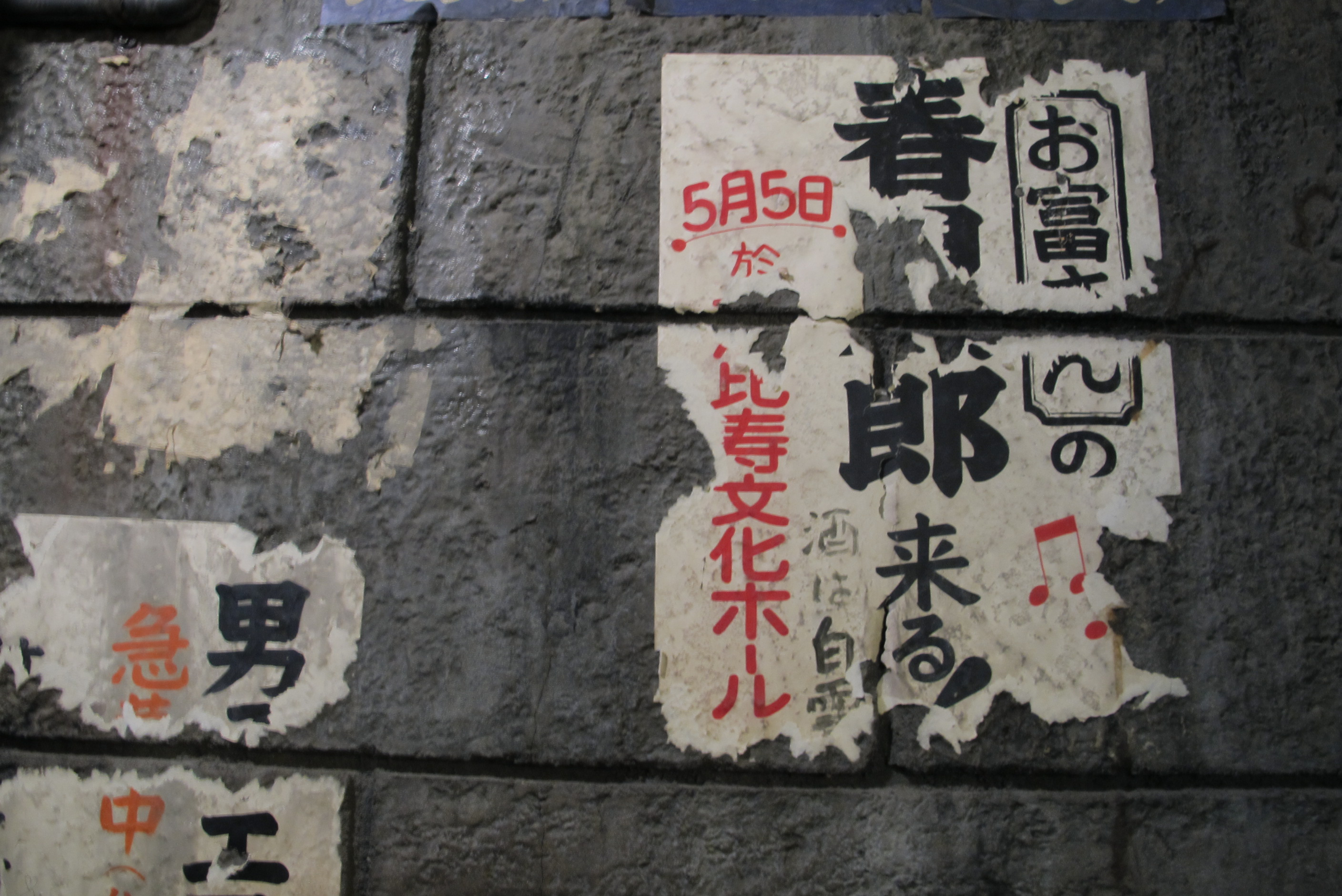
人気絶頂時を彷彿とさせる呼び込み用張り紙の再現

八郎の直後に同じキングから三橋・三波春夫・村田英雄・島倉千代子らが登場、1960年代には北島三郎、都はるみらが台頭し、演歌の全盛期を迎える。演歌台頭の流れから、八郎を演歌歌手の第一人者と見る向きが多い。音楽ジャンルとして演歌が定着すると、長年にわたり演歌界をリードした。
八郎の代表作の1つ『お富さん』は、1978年11月にアメリカのファンクグループのエボニー・ウェッブによって『ディスコお富さん』(キングレコード/SEVEN SEAS)としてカバーされてリバイバルヒットし、1979年1月時点で25万枚を売り上げた。

### 晩年　生涯最後のステージと死去
晩年の1988年には静岡県熱海にて親交の深かった三橋、村田と共に「三人の会」を結成、三人揃ってのチャリティーコンサートを開催するなど、低迷した演歌の活性化に力を注いでいた。だがこの頃になると春日は体調を崩しがちとなり、段々と体が細くなっていく兆候が見られた。それでも1989年の末には、第40回NHK紅白歌合戦（第1部）に1978年（第29回）以来、『お富さん』で11年ぶり21回目の紅白出演を果たしたが、これが自身生涯最後の紅白出場となった。さらに1990年頃、清水アキラが顔中にセロハンテープを貼り付けて、春日のものまねを披露したことでも話題となる。『ものまね珍坊』で清水と初共演した際、春日は「俺ってこんな顔してるのか?」と苦笑いしながら感想を述べていた。
1991年に入ってから、3月末まではステージ活動をこなしていたが、6月には左大腿部腫瘍の摘出手術のため入院。この際に医師から左脚の切断を含めた治療方法を提案されたが、当初春日は拒絶した。「三人の会」のコンサート等に出演できず、三橋・村田に対して病床からメッセージを送ったこともあった。一旦は退院して、死去1ヶ月前の同年9月6日に中野サンプラザでのキングレコード60周年コンサートに出演し「長崎の女」を歌唱したが、これが生涯最後のステージとなった。当日は車椅子で会場入りしたがステージ登場から歌い終える最後まで、立って杖無しで歩いてやりきった。その後体調が悪化し再入院、最後のステージから1か月後の1991年10月22日20時38分、肝硬変と心肺不全により東京都新宿区の東京医科大学病院で死去。67歳没、生涯現役であった。同27日には香川県高松市でリサイタルの予定であったが、三橋が代役を買って出て、「赤いランプの終列車」を涙まじりに歌唱している。恵子夫人の説得もあり、逝去直前には左脚の切断に関して春日本人も決断していたが、それを待たずしてこの世を去った。
デビュー後に吹き込んだ楽曲は通算千数百曲、レコードの総売上は7000万枚を超す。

### 会津坂下町との関係

会津坂下駅前に立つ春日八郎像

故郷である会津坂下町への想いも強く、幼少時に通った町立八幡小学校にピアノを寄贈し校歌を作曲、町立第二中学校の校歌、応援歌も作曲した。また会津坂下町民歌、会津坂下音頭を作曲し自ら歌いレコーディングするなど町の発展に尽くした。会津坂下町も八郎の功績をたたえ、同町の船杉地区（一本杉と地蔵が実在する）に「春日八郎記念公園・おもいで館」を建設。遺品の展示コーナーやカラオケコーナーがあり、八郎の作品の品揃えも日本一となっている。また2003年には会津坂下駅前の広場に春日の銅像を建立し、さらに2007年10月13日には『赤いランプの終列車』の歌碑も建立された。2005年10月5日、会津坂下駅において駅舎の壁と八郎の銅像がスプレーにより落書きされる事件が発生した。

## 代表曲
- 赤いランプの終列車（1952年）- 作詞：大倉芳郎/作曲：江口夜詩
- ギター流し（1953年）- 作詞：矢野亮/作曲：吉田矢健治
- 涙のジャガタラ船（1953年）- 作詞：朝倉芳美/作曲：江口夜詩
- 街の燈台（1953年）-作詞：高橋掬太郎/作曲：吉田矢健治
- 雨降る街角（1953年）- 作詞：東條寿三郎/作曲：吉田矢健治
- 旅の燈台（1954年）-作詞：高橋掬太郎/作曲：吉田矢健治
- 青い月夜だ（1954年）-作詞：矢野亮/作曲：吉田矢健治
- 小雨の駅にベルが鳴る（1954年）- 作詞：高橋掬太郎/作曲：江口夜詩
- 博多流し（1954年）- 作詞：高橋掬太郎/作曲：江口夜詩
- お富さん（1954年）- 作詞：山崎正/作曲：渡久地政信
  - そもそも、「お富さん」は、岡晴夫を想定して作られたものであったが、曲ができる直前に岡はフリーとなり、日本マーキュリーレコードに移籍してしまったため、歌い手が宙に浮いていた。若原一郎などの名前も挙がっていたが、キングレコード文芸部担当の重役・町尻量光が、新人の春日に白羽の矢を立てたのだった。
- 裏町夜曲（1954年）- 作詞：杉江晃/作曲：山口進
- 瓢箪ブギ（1954年）- 作詞：高橋掬太郎/作曲：江口夜詩
- 流転子守唄（1955年）- 作詞：東條寿三郎/作曲：吉田矢健治
- 流れる涙（1955年）
- タヌキマンボ（1955年）
- 妻恋峠（1955年）
- 男の舞台（1955年）- 作詞：横井弘/作曲：中野忠晴
- 別れの一本杉（1955年）- 作詞：高野公男/作曲：船村徹
- 駕籠で飛ばせば（1956年）
- 浮草の宿（1956年）- 作詞：服部鋭夫/作曲：江口夜詩
- 月の嫁入り舟（1956年）- 作詞：横井弘/作曲；吉田矢健治
- 島の燈台（1956年）
- 別れの波止場（1956年）- 作詞：藤間哲郎/作曲：真木陽
- トチチリ流し（1956年）
- 俺と影法師（1956年）
- ごめんよかんべんナ（1957年）- 作詞：伊吹とおる/作曲：吉田矢健治
- 弱虫小僧（1957年）
- 故郷は遠い空（1957年）- 作詞：東條寿三郎/作曲：吉田矢健治
- あん時ゃどしゃ降り（1957年）- 作詞：矢野亮/作曲：佐伯としを
- 母の便り（1957年）- 作詞：矢野亮/作曲：真木陽
- 苦手なんだよ（1957年）- 作詞：矢野亮/作曲：林伊佐緒
- 居酒屋（1958年）- 作詞：横井弘/作曲：鎌多俊与
- 郭公啼く里（1958年）
- 松吉街道唄（1958年）
- 御免なすって佐太郎さん（1958年）
- 別れの燈台（1958年）- 作詞：高橋掬太郎/作曲：吉田矢健治
- おとっつぁんやァい（1958年）
- 海猫の啼く波止場（1958年）- 作詞：横井弘/作曲：林伊佐緒
- おケイちゃん（1959年）- 作詞：横井弘/作曲：塩谷純一
- あれから十年たったかなァ（1959年）- 作詞：矢野亮/作曲：渡部実
- きまぐれマドロス（1959年）
- 東京の蟻（1959年）- 作詞：横井弘/作曲：中野忠晴
- 裏町劇場（1959年）
- 山の吊橋（1959年）- 作詞：横井弘/作曲：吉田矢健治
- 足摺岬（1959年）- 作詞：高橋掬太郎/作曲：吉田矢健治
- 気比音頭（1960年）-作詞：脇太一/作編曲：山崎正清、下谷二三子とのデュエット
- ふるさと無情（1960年）
- 鰊場の女（1960年）
- ギターは知っている（1960年）
- ホームラン音頭（1960年）
- 海の太郎ぶし（1960年）
- 寒流（1960年）
- 長良川旅情（1961年）- 作詞：服部鋭夫/作曲：山口俊郎
- 下町・坂町・泣ける町（1961年）
- 風林火山の唄（1962年）-丘灯至夫作詞生活40年記念LP「ねこふんじゃった こどもの歌アルバム」 作詞：沢登初義/作曲：古屋丈晴
- 長崎の女<ひと>/別れの夜汽車（1963年）- 作詞：たなかゆきを/作曲：林伊佐緒
- ロザリオの島/島の灯り（1964年）- 作詞：たなかゆきを/作曲：林伊佐緒
- あの星と語ろう/大阪の灯（1965年）- 作詞：たなかゆきを/作曲：西脇稔和
- 夫婦善哉/泣きぼくろ（1965年）
- 無情の旅/再会の街（1966年）
- 源平出世マーチ（1966年）
- 相馬恋しや/香港の夜（1966年）
- 少林寺拳法/拳法一代（1966年）
- 砂のふるさと/男の手（1966年）
- 熱海の雨/湯の町峠（1966年）
- 浮名ぐらし/さいはてに生きる（1966年）
- ドンパン行進曲/花笠おどり（1966年）
- 波止場で待ちな/ギター流して三年目（1966年）- 作詞：下條ひでと/作曲：西脇稔和
- 短かったぜ長かった/夜の花びら（1966年）
- ひとりぼっちのギター弾き/哀愁の25時（1966年）
- 花かげの恋/ふるさとギター（1967年）
- 訣別吉野山/修善寺物語（1967年）
- ふるさとの山に向いて/ふるさとは泣いていた（1967年）
- 男は涙を見せぬもの/泣き濡れた恋（1967年）
- 浅草人情/東京波止場（1967年）
- 流氷の島/東京山彦（1967年）
- 男が行く（1968年）
- 倉敷の女/男の悔恨（1968年）
- たそがれの砂丘/おとこ同志（1968年）- 作詞：たなかゆきを/作曲：平尾昌晃 オリコンに唯一ランクイン。最高位81位。
- 若狭生れ/入江の町（1968年）
- なみだ町/霧笛（1969年）
- 明日のために/かなわぬ夢（1969年）
- さよならコペンハーゲン/旅情（1969年）
- 浮名ざくら（1969年）
- 会津の女/桧原湖哀歌（1969年）
- 別れ酒/城下町（1969年）
- 湯の町哀歌/ホーホー山鳩（1970年）
- 愛のこだま/濡れた波止場（1970年）
- 新宿の星の下で（1970年）
- 流れ舟/こころ妻（1970年）
- 積丹岬/別れの宿（1971年）
- 艶歌師/星影子守唄（1971年）
- 博多の恋/柳川慕情（1971年）
- 新宿に朝はくるけれど/女のブルース（1972年）
- やっこ凧だよ/瀬戸の水軍（1972年）
- 長崎恋ものがたり/冷たい男の詩（1972年）
- 未練/海峡エレジー（1973年）
- 雪の谷戸城（1973年）
- 雪国の女/花いちもんめ（1973年）
- どしゃ降り人生/ふたり船（1973年）
- あゝ弘前城/播州赤穂城磯（1974年）
- 惜別/波止場雨（1974年）
- 白虎隊の母/盃日記（1975年）
- 天下泰平/友よ（1975年）
- 誉れの松本城（1975年）
- 霧島の女/指宿の夜（1975年）
- あゝ帰雲城/備前姑耶 ロクロ歌（1975年）
- 北の酒場/終着駅はまだ遠い（1976年）
- 或る女/ふるさとの女（1976年）
- 望郷詩/故郷ってなんだろう（1977年）
- 名もない女の詩/島のポンポン船（1978年）
- 浮草情話（1978年）
- 怒濤まつり（1978年）
- 幸せをありがとう（1978年）
- さよなら宗谷/海に歌えば（1978年）
- 越後親不知/ギター流して（1978年）
- 夜行列車/波止場ばなし（1979年）
- 風雲佐竹武士（1979年）
- あゝ中山城（1979年）
- 別れた故郷/港のみれん雨（1980年）- 作詞：中山大三郎/作曲：船村徹 K07S-31
- 落城の舞（1980年）K07S-21
- 夜がつらいよ（1980年）
- あゝ霧ヶ城/佐渡ヶ島哀歌（1981年）K07S-166
- 加賀の舞/あゝ大楠公（1981年）
- ふたりの坂道/恋の長崎雨の街（1981年）K07S-211
- 瞼を合せて/津軽三号ひとり旅（1981年）
- 美濃の女（1982年）
- 国後の女/一年ぶりに（1982年）
- 矢切の渡し/港宿（1983年）- 藤野とし恵とのデュエット
- 会津鶴ヶ城/会津ご自慢ばやし（1983年）
- その後のお富さん/再会お富（1984年）
- しのぶ宿/ふたりの明日（1985年）
- 船長〜男の潮騒〜/ボトルを面舵に （1986年）
- 演歌ひと節/未練雨 （1987年）
- あゝさすらい/人情居酒屋 （1988年）
- 人生酒/迷い鳥 （1989年）
- ながさき浜市音頭（1989年）
- 旅人/新宿むかし通り（1990年）- ラストシングル

### オリジナル・アルバム
- 熱血の歌声（1972年）
- 萩の女 春日八郎の新しい歌（1974年）
- 春日八郎の大阪情緒（1975年）
- さらに演歌を見つめて（1976年）
- 春日八郎の長崎情緒（1976年）
- 北の情緒（1977年）
- 明日への出発（1981年）
- 心の演歌（1983年）

## 受賞
- 文化庁芸術祭音楽部門大賞（1973年）
- 紫綬褒章（1989年）
- 勲四等旭日小綬章（1991年）

## NHK紅白歌合戦出場歴
| 通算 出場 回数 | 出場 紅白 | 出場年度           | 曲目                  | 出演順      | 対戦相手        | 備考   |
| -------------- | --------- | ------------------ | --------------------- | ----------- | --------------- | ------ |
| 初             | 第5回     | 1954年（昭和29年） | お富さん              | 08/15       | 神楽坂はん子    |        |
| 2              | 第7回     | 1956年（昭和31年） | 別れの一本杉          | 23/24       | 宮城まり子(1)   | トリ前 |
| 3              | 第8回     | 1957年（昭和32年） | 母の便り              | 22/25       | 島倉千代子(1)   |        |
| 4              | 第9回     | 1958年（昭和33年） | 別れの燈台            | 23/25       | 島倉千代子(2)   |        |
| 5              | 第10回    | 1959年（昭和34年） | 東京の蟻              | 25/25       | 美空ひばり(1)   | トリ   |
| 6              | 第11回    | 1960年（昭和35年） | 山の吊橋              | 14/27       | 美空ひばり(2)   |        |
| 7              | 第12回    | 1961年（昭和36年） | 長良川旅情            | 15/25       | 宮城まり子(2)   |        |
| 8              | 第13回    | 1962年（昭和37年） | 風林火山の歌          | 06/25       | 美空ひばり(3)   |        |
| 9              | 第14回    | 1963年（昭和38年） | 長崎の女              | 23/25       | 五月みどり      |        |
| 10             | 第15回    | 1964年（昭和39年） | ロザリオの島          | 07/25       | 畠山みどり      |        |
| 11             | 第16回    | 1965年（昭和40年） | 大阪の灯              | 03/25       | 西田佐知子      |        |
| 12             | 第17回    | 1966年（昭和41年） | 波止場で待ちな        | 12/25       | 島倉千代子(3)   |        |
| 13             | 第18回    | 1967年（昭和42年） | 花かげの恋            | 16/23       | 扇ひろ子        |        |
| 14             | 第19回    | 1968年（昭和43年） | たそがれの砂丘        | 17/23       | 岸洋子          |        |
| 15             | 第20回    | 1969年（昭和44年） | 別れの一本杉（2回目） | 05/23       | 越路吹雪        |        |
| 16             | 第25回    | 1974年（昭和49年） | 雨降る街角            | 21/25       | いしだあゆみ(1) |        |
| 17             | 第26回    | 1975年（昭和50年） | 赤いランプの終列車    | 21/24       | いしだあゆみ(2) |        |
| 18             | 第27回    | 1976年（昭和51年） | あん時ゃどしゃ降り    | 21/24       | 小柳ルミ子      |        |
| 19             | 第28回    | 1977年（昭和52年） | 望郷詩                | 22/24       | 森昌子          |        |
| 20             | 第29回    | 1978年（昭和53年） | さよなら宗谷          | 17/24       | 青江三奈        |        |
| 21             | 第40回    | 1989年（平成元年） | お富さん（2回目）     | 第1部に出演 | (対戦相手なし)  |        |

- 出演順は「（出演順) / (白組の出場者数)」で表す。
- 曲名の後の(○回目)は、紅白で歌唱された回数を表す。

## テレビ番組
- 特別機動捜査隊 第353話「白熱の人」（1968年、NET） - 本人 役
- お父さん（1990年、日本テレビ）

ほか多数

## ラジオ番組
- 春日八郎のしんみり演歌大全集（ラジオたんぱ）
- 春日八郎の演歌横丁（ラジオたんぱ）
- 春日八郎の人生万歳（ラジオたんぱ）

## 春日八郎を演じた俳優
- 榎木孝明：『春日八郎物語』（1993年、テレビ東京）

## 著書
- 「どしゃ降り人生」（1972年、日本図書販売　出版れいめい）
- 「ふたりの坂道」（1981年、翼書院）

## 備考
- 漫画『こちら葛飾区亀有公園前派出所』の主人公・両津勘吉は八郎の大ファンという設定である。実際、花束持参で新宿コマ劇場のコンサートに行く回もあり、「学校の先生みたいなところがいいんだよな」と述べた。八郎が亡くなってすぐの回には、両津が「春日の八っちゃんも亡くなってしまったし…」という台詞を発している。
- 葬式の際には、参列者全員で『お富さん』を合唱した。またこの葬儀には、竹下登元総理も参列していた。
- 八郎の功績を守り続けるため、1992年に「全国春日八郎偲ぶ会」が発足した。